# 玉置一弥
玉置 一弥（たまき かずや、1944年（昭和19年）7月8日 ‐ ）は、日本の政治家。民主党所属。
参議院議員（1期）、衆議院議員（8期）を歴任した。
衆議院議員や民社党国会対策委員長を務めた玉置一徳は父。

## 来歴
京都府相楽郡加茂町（現・木津川市）生まれ。奈良県立奈良高等学校、同志社大学法学部卒業。大学卒業後、日産自動車に入社。
1979年、当時民社党国会対策委員長を務めていた父・玉置一徳衆議院議員が議員在職のまま死去したために実施された衆議院旧京都2区補欠選挙に出馬し、初当選した。その後5期連続で当選するが、1990年の第39回衆議院議員総選挙で落選。1993年の第40回衆議院議員総選挙でも再び落選した。1994年、民社党の解党に伴い新進党結党に参加。その後新党友愛を経て、民主党に合流する。
1996年の第41回衆議院議員総選挙では小選挙区比例代表並立制の導入に伴い、京都6区から出馬し6年ぶりに国政に復帰。2000年の第42回衆議院議員総選挙では、選挙区で自由民主党の菱田嘉明に敗れたが、重複立候補していた比例近畿ブロックで復活し、7選。2003年の第43回衆議院議員総選挙では、京都6区を山井和則に譲り、京都1区に国替えして出馬。選挙区では自民党の伊吹文明に敗れたが、再度比例近畿ブロックで復活し、8選。2005年の第44回衆議院議員総選挙では再び京都1区から出馬するも、選挙区で伊吹に敗れ、比例復活もならず落選した。落選後は創憲会議事務局長を務めた。
2007年の第21回参議院議員通常選挙に民主党公認で比例区から出馬したが、落選（選挙時点では次点から5番目の25位）。自身より上位であった大石尚子・広野允士・はたともこの各氏が在職議員の死去や衆議院転出によって相次いで繰り上げ当選しており、2012年1月4日、山本孝史の死去に伴い繰り上げ当選していた大石尚子が議員在職のまま死去したため、1月17日に繰上補充の選挙会が開かれ、比例名簿次々点の玉置が参議院議員に繰り上げ当選した。
2013年の第23回参議院議員通常選挙には出馬せず、任期が満了した同年7月28日をもって退任した。
現在は、議員在任中より取り組んでいた、少子高齢社会に際し懸念される医師、看護師不足を睨み外国人看護師の育成を目指したNPO国際看護師育成会理事長を務めている。

## 政策・主張
- 非喫煙者や未成年者を受動喫煙から守る法律の制定に反対。その理由として「健康には自ら気をつけ、マナーを守りまわりに迷惑にならないようにすることが最も大切」と述べている[3]。